# Philogenia peruviana
Philogenia peruviana – gatunek ważki z rodziny Philogeniidae. Występuje na terenie Ameryki Południowej.